# هنوف خربطلي
هنوف خربطلي ممثلة سورية.

## حياتها
ترعرعت في مدينة جدة وانتقلت إلى سوريا لتدرس في المعهد العالي للفنون المسرحية، تألقت على خشبة المسرح عبر عرض “تيامو” الذي قدمت خلاله دور جولييت، أما في الدراما التلفزيونية فقد اشتهرت بدورها في مسلسل “صبايا”. أول دور قدمته كان في فيلم “الهوية” مع المخرج غسان شميط، وفي التلفزيون قدمت دوراً في مسلسل “على طول الأيام” للمخرج حاتم علي.

## أعمالها

### المسلسلات
- مشاريع صغيرة (2006)
- وشاء الهوى (2006)
- أشياء تشبه الحب (2007)
- زمن الخوف (2007)
- الاجتياح (2007)
- الحصرم الشامي 2 (2008)
- ليس سرابا (2008)
- أولاد القيمرية (2008)
- هيك تجوزنا (2008)
- أصوات خافتة (2009)
- آخر صفقة حب (2009)
- قلوب صغيرة (2009)
- صبايا 1 (2009)
- الصندوق الاسود (2010)
- قيود روح (2010)
- ابو خليل القباني (2010)
- باب الحارة 5 (2010)
- رومانتيكا (2012)
- الأميمي (2012)
- كمون وليمون (2012)
- بقعة ضوء 9 (2012)
- الهروب (2012)
- سيت كاز (2012)
- الاميمي 2 (2013)
- حمام شامي (2014)
- سيلفي (2015)
- سليمو وحريمو (2016)

## السهرات
- العنوان القديم (سهرة تلفزيونية) (1994)

## روابط خارجية
- هنوف خربطلي على موقع قاعدة بيانات الأفلام العربية